# Cenovis
Il Cenovis (dal latino cenare, mangiare, e vis, forza) è una crema spalmabile svizzera, ricca in vitamina B1, interamente a base vegetale (estratti di carote e cipolle). Si basa soprattutto sul lievito di birra che ne rende il sapore analogo a quello di creme simili, come la Vegemite australiana e la Marmite inglese.

## Storia
Creato nel 1931 a Rheinfelden, nel cantone d'Argovia, la sua origine risale tuttavia al decennio precedente, quando un birraio tedesco mise a punto un procedimento utile a eliminare, avvalendosi di intensi lavaggi, l'essenza amara dei lieviti di birra. Un gruppo di birrai, insieme a qualche industriale svizzero, si interessò a questo lievito privato della componente amara del gusto e considerarono di utilizzarlo per diverse preparazioni alimentari. Ne riscattarono così il marchio e il procedimento, aggiungendo poi del sale e degli estratti di verdure ai nuovi lieviti; da allora la sua ricetta è rimasta inalterata, ma i dettagli della sua fabbricazione restano segreti.